# Maxine Hong Kingston
Maxine Hong Kingston (湯亭亭T, 汤亭亭S), nata Maxine Ting Ting Hong, (Stockton, 27 ottobre 1940) è una scrittrice statunitense e professoressa emerita presso l'Università della California - Berkeley, dove si è laureata in lingua inglese nel 1962.
Ha contribuito al movimento femminista con opere come il suo libro di memorie The Woman Warrior, che discute di genere ed etnia e di come questi concetti influenzino la vita delle donne. Ha ricevuto diversi premi per i suoi contributi alla letteratura sino-americana, tra cui il National Book Award per la saggistica nel 1981 per China Men.
Ha ricevuto critiche significative per aver rafforzato gli stereotipi razzisti nel suo lavoro e per aver romanzato storie tradizionali cinesi al fine di attirare le percezioni occidentali del popolo cinese. Ha anche raccolto critiche da studiose asiatiche per la sua "esagerazione dell'oppressione femminile sino-americana".

## Biografia
Kingston è nata Maxine Ting Ting Hong il 27 ottobre 1940 a Stockton, in California, dagli immigrati cinesi di prima generazione Tom e Ying Lan Hong.
In Cina Tom Hong aveva lavorato come studioso professionista e insegnante nel suo villaggio natale di Sun Woi, vicino a Canton. Nel 1925 lasciò la Cina per gli Stati Uniti in cerca di migliori prospettive. Tuttavia, all'inizio del XX secolo gli Stati Uniti erano afflitti da una legislazione razzista sul lavoro e avevano poco desiderio di un immigrato cinese ben istruito, e Tom fu quindi relegato a lavori umili. Risparmiò i suoi guadagni e divenne gestore di una casa da gioco illegale, che lo portò a essere arrestato numerose volte. Tom "fu astuto riguardo ai suoi arresti, non dichiarò mai il suo vero nome e - poiché a quanto pare aveva intuito che molte persone pensavano che tutti i cinesi si somigliassero - inventò un nome diverso per ogni arresto. Di conseguenza, non acquisì mai una fedina penale a proprio nome." Tom riuscì a riportare sua moglie nel 1940 e poco dopo nacque Kingston; fu chiamata Maxine in onore di una bionda mecenate della casa da gioco che era sempre molto fortunata.
Kingston fu dalla scrittura in giovane età e vinse un premio di cinque dollari dalla rivista Girl Scout per un saggio intitolato I Am an American. Si è laureata in ingegneria presso l'Università della California - Berkeley, prima di studiare inglese. Nel 1962 sposò l'attore Earll Kingston e intraprese la carriera di insegnante nelle scuole superiori. Tra il 1965 e il 1967 insegnò inglese e matematica alla Sunset High School di Hayward, in California.  Dopo essersi trasferita alle Hawaii nel 1967 iniziò a scrivere molto, finalmente completando e pubblicando il suo primo libro, The Woman Warrior: Memoir of a Girlhood Among Ghosts, nel 1976. Nello stesso anno iniziò a insegnare inglese all'Università delle Hawaii a Mānoa. Nel 1981 ottenne una cattedra a Berkeley.
La sua scrittura riflette spesso sulla sua eredità culturale e fonde la narrativa con la saggistica. Tra i suoi lavori ricordiamo The Woman Warrior (1976), premiato con il National Book Critics Circle Award per la saggistica, e China Men (1980), premiato con il National Book Award. Ha scritto il romanzo Tripmaster Monkey, una storia che descrive un protagonista basato sul mitico personaggio cinese Sun Wu Kong. In seguito ha scritto anche To Be The Poet e The Fifth Book of Peace.
Un documentario prodotto da Gayle K.Yamada intitolato Maxine Hong Kingston: Talking Story è stato pubblicato nel 1990. Con notevoli autori sino-americani come Amy Tan e David Henry Hwang, ha esplorato la vita di Kingston, prestando particolare attenzione ai suoi commenti sul patrimonio culturale e sull'oppressione sia sessuale che razziale. La produzione ha ricevuto il CINE Golden Eagle nel 1990. Kingston ha anche partecipato alla produzione del documentario storico della PBS di Bill Moyers, Becoming American: The Chinese Experience.
Kingston ha ricevuto la National Humanities Medal nel 1997 dal presidente degli Stati Uniti Bill Clinton.
Fu arrestata in occasione dellaGiornata internazionale della donna nel 2003. Partecipando a una protesta contro la guerra a Washington coordinata dall'organizzazione Code Pink e iniziata dalle donne, Kingston si rifiutò di lasciare la strada dopo essere stata istruita in tal senso dalle forze di polizia locali. Condivise la cella di prigione con le autrici Alice Walker e Terry Tempest Williams, anch'esse partecipanti alla manifestazione. La posizione contro la guerra di Kingston è entrata in modo significativo nel suo lavoro: ha affermato che la stesura di The Fifth Book of Peace fu iniziata e ispirata dalla sua infanzia durante la seconda guerra mondiale.
Nell'aprile 2007 è stata insignita del Northern California Book Award Special Award in Publishing per Veterans of War, Veterans of Peace (2006), un'antologia curata da lei.
Nel luglio 2014 è stata insignita della National Medal of Arts dal presidente degli Stati Uniti Barack Obama.

## Influenze
In un'intervista pubblicata su American Literary History, Kingston ha rivelato la sua ammirazione per Walt Whitman, Virginia Woolf e William Carlos Williams, che hanno ispirato il suo lavoro, plasmando la sua analisi degli studi di genere. Ha detto a proposito del lavoro di Walt Whitman: 
 Kingston ha chiamato il personaggio principale di Tripmaster Monkey (1989) Wittman Ah Sing, in onore di Walt Whitman.

Su Woolf, Kingston ha dichiarato: 
 Allo stesso modo, l'elogio di Kingston a William Carlos Williams esprime il suo apprezzamento per il suo lavoro apparentemente senza genere: 

## Critica
Sebbene il lavoro di Kingston sia acclamato da alcuni, ha anche ricevuto critiche, soprattutto da alcuni membri della comunità sino-americana. Il drammaturgo e romanziere Frank Chin ha severamente criticato The Woman Warrior, affermando che Kingston ha deliberatamente offuscato l'autenticità della tradizione cinese alterando storie e miti tradizionali per fare appello alla sensibilità bianca. Chin ha accusato Kingston di "adattare liberamente [le storie tradizionali] per colludere con gli stereotipi razzisti bianchi e per inventare una cultura sino-americana" falsa "che sia più appetibile per il grande pubblico".
Kingston ha commentato le opinioni dei suoi critici in un'intervista del 1990 in cui ha affermato che gli uomini credono che le donne scrittrici di minoranza abbiano "raggiunto il successo collaborando con l'establishment razzista bianco", "assecondando il gusto bianco per la scrittura femminista. . . È un argomento unilaterale perché le donne non rispondono. Lasciamo che dicano queste cose perché non vogliamo creare divisioni."
Tuttavia, anche diverse studiose asiatiche hanno criticato il lavoro di Kingston. Shirley Geok-lin Lim, professoressa di inglese all'Università della California, Santa Barbara, ha affermato che le "rappresentazioni della storia cinese patriarcale e violenta di Kingston stavano giocando al desiderio di considerare gli asiatici come uno spettacolo inferiore". La scrittrice Katheryn M. Fong ha fatto eccezione alla "distorsione delle storie della Cina e dell'America cinese" di Kingston e ha denunciato la sua rappresentazione "esagerata" della misoginia culturale cinese e sino-americana. "Il problema è che i non cinesi leggono i romanzi [di Kingston] come veri resoconti della storia cinese e sino-americana", ha scritto Fong, che ha fatto notare che suo padre "era molto affettuoso" nei suoi confronti.

## Riconoscimenti
- Premio generale di saggistica: National Book Critics Circle per The Woman Warrior: Memoirs of a Girlhood Among Ghosts, 1976
- Anisfield-Wolf Book Awards per The Woman Warrior: Memoirs of a Girlhood Among Ghosts, 1978[17]
- Premio National Endowment for the Arts, 1980
- National Book Award for General Nonfiction for China Men, 1981[3][18]
- Premio National Endowment for the Arts, 1982
- PEN West Award nella narrativa per Tripmaster Monkey: His Fake Book, 1989
- National Humanities Medal, 1997[19]
- Premio alla carriera degli Asian American Literary Awards, 2006
- Medaglia per il distinto contributo alle lettere americane dalla National Book Foundation, 2008[20]
- Nel 2011 ha ricevuto il Fitzgerald Award for Achievement in American Literature award che viene assegnato ogni anno a Rockville, nel Maryland, la città in cui Fitzgerald, sua moglie e sua figlia sono sepolti.
- National Medal of Arts, 2013[21][22]

## Opere selezionate
- No Name Woman (saggio), 1975
- The Woman Warrior: Memoirs of a Girlhood Between Ghosts, 1976
- China Men, Knopf, 1980
- Hawai'i One Summer, 1987
- Through the Black Curtain, 1987
- Tripmaster Monkey: His Fake Book, 1989
- To Be the Poet, 2002
- The Fifth Book of Peace, 2003
- Veterans of War, Veterans of Peace, 2006
- I Love a Broad Margin to My Life, 2011